# Military Railway Service
Il Military Railway Service ("Servizio Ferroviario Militare") fu istituito nel 1920 come una forza di riserva per la Quartermaster Division dell'esercito degli Stati Uniti d'America. Precedentemente era già stato istituito dal presidente Abraham Lincoln durante la guerra civile americana, e poi una durante la prima guerra mondiale. Le fonti giuridiche relative all'origine del servizio stabilirono che tutte le società ferroviarie della Classe I avrebbero dovuto costituire un battaglione in previsione dello sforzo bellico ed infatti furono formate 11 grandi divisioni e 46 battaglioni operativi (cinque non furono mai attivati).

## Storia
Ogni battaglione operativo del MRS era costituito da quattro compagnie. La compagnia HQ era il quartier generale e si occupava del segnalamento, delle telecomunicazioni e dell'approvvigionamento dei materiali per l'esercizio. La compagnia A si occupava della manutenzione dell'infrastruttura fissa (armamento e impianti fissi). La compagnia B gestiva la manutenzione del materiale rotabile e delle officine di riparazione. La compagnia C comprendeva circa cinquanta uomini incaricati della condotta dei treni in linea.
Durante la seconda guerra mondiale fu diretto dal generale Carl Raymund Gray, jr. (Wichita, Kansas, 1889-St. Paul, Minnesota, 1955).